# マルデン島
マルデン島（モールデン島、英語: Malden Island）は、中部太平洋に位置する無人島。19世紀においては、インディペンデンス島（独立島、英語: Independence Island）とも呼ばれた。ライン諸島の内、中部ライン諸島にあり、キリバスに所属する。標高は低く不毛な島で面積は約39.3km2 (15 mi2)。
マルデン島は、先史時代に築かれたと考えられる謎の多い遺跡、かつて存在した広大な燐酸質グアノ、またイギリス初の水爆実験場として使われたこと、そして現在は海鳥の重要な繁殖地として知られる。
マルデン島は現在、マルデン島自然保護区(英語: Malden Island Wildlife Sanctuary)に指定されている。2014年にキリバス政府は、南部ライン諸島の島（カロリン島（ミレニアム島）、フリント島、ヴォストック島、マルデン島、スターバック島）の周辺に12海里の禁漁区を設定した。

## 地理
マルデン島は赤道の南約242海里 (278 mi; 448 km)、ホノルル（オアフ島・ハワイ州）の南約1,530海里 (1,761 mi; 2,834 km)の位置にあり、南アメリカ大陸からは4,000海里 (7,000 km)以上もの距離がある。最も近い陸地は、ライン諸島のスターバック島で、マルデン島の南西110海里 (204 km; 127 mi)に位置する。また有人地としては、トンガレバ島（ペンリン島）（クック諸島）が最も近く、マルデン島の南西243海里 (450 km; 280 mi)に位置している。最も近い空港は、キリスィマスィ島のカシディー国際空港で、マルデン島の北西365海里 (676 km; 420 mi)に位置する。この他の島として、ジャーヴィス島が北西373海里 (691 km; 429 mi)、ヴォストック島が南南東385海里 (713 km; 443 mi)、カロリン島（ミレニアム島）が南東460海里 (852 km; 529 mi)に位置している。
マルデン島の形は大雑把に言って正三角形に近く、最も広いところで幅は約8 km (5 mi)（北西方向から南東方向）である。また、西側と南側の角は少し切り取られたような形で、北側、東側、南西側の海岸は少し短く、約7 km (4 mi)の長さとなっている。また更に短い西側と南側の海岸は約1kmから2km（1⁄2から1 mi）程度の長さである。マルデン島の東側から中央部の大部分は、不規則な形の広く浅い礁湖が存在しており、この湖内には多くの小島が点在している。この礁湖は陸地によって閉じられており、海面とはつながっていないが、北側と東側の土地は比較的狭い。この礁湖は地下で海とつながっており、水は完全に海水である。マルデン島の陸地の大部分はこの礁湖の西側と南側に存在する。そして島全体の面積は約39.3km2 (15 mi2)である。
マルデン島の標高は低く、最高点においても海抜10メートル (33 ft)以下である。この島の最高標高点は、海岸にほど近い島の縁にある。島の内側はこれよりもさらに低く、島の西側で海抜数m程度しかない。島の中央部から東側にかけては海面よりも陸地が低く、その部分が礁湖となっている。この様な地形のため、マルデン島の内陸部のほとんどから海を見ることはできない。
またマルデン島には淡水はないが、地下に淡水レンズが存在する可能性がある。
マルデン島の海岸には、太平洋の波が止まることなく打ち付けており、狭いながらも白色から灰色の砂浜を形成している。最も大きな白い砂浜が存在する西側の海岸を除いて、海岸は灰色の珊瑚の殻に覆われており、これによって海岸に沿った島の縁が形成され、島の内側まで達している。

## 植物相と動物相
マルデン島が孤島であることと乾燥していることから、島の植物相は限られている。16種の維管束植物の存在が記録されており、内9種が固有種である。島の多くの部分が、生育不良のイリマ (Sida fallax) の藪、草木、雑草に覆われている。かつては生育不良のトゲミウドノキ (Pisonia grandis) の藪が確認されたが、現在まで生き残っているものは皆無に近い。またかつてココヤシがグアノ採掘の鉱員によって植えられたが、それらが根付くことはなく、現在では枯れ果てたその木々をわずかに見ることが出来るのみである。現在、島の広大な空き地は、丈の低い木本性つる植物で、ハマビシ科のTribulus cistoidesをはじめとする帰化植物の雑草が優占しており、若いセグロアジサシ (Sterna fuscata) にさらなる隠れ場所を提供している。
マルデン島は、アオツラカツオドリ (Sula dactylatra)、アカアシカツオドリ (Sula sula)、ネッタイチョウ (Phaethontidae)、オオグンカンドリ (Fregata minor)、コグンカンドリ (Fregata ariel)、ナンヨウマミジロアジサシ (Onychoprion lunata)、アカオネッタイチョウ (Phaethon rubricauda)、セグロアジサシ (Sterna fuscata)を含む数十種の海鳥の重要な繁殖地である。これらに加えて、アラスカから飛来するハリモモチュウシャク (Numenius tahitiensis)を代表に、合計19種類の海鳥の越冬地としても重要である。
オガサワラヤモリ (Lepidodactylus lugubris)とボウトンヘビメトカゲ (Cryptoblepharus boutonii)の2種類のトカゲが現在、茶色のトンボと共に島内に生息している。
グアノ採掘が行われていた時期には、猫、豚、羊、ハツカネズミがマルデン島に移入された。豚と羊は死に絶えてしまったが、猫とハツカネズミは現在でも島内で生息していることが確認されている。また少数のアオウミガメが海岸に巣を作り、ヤドカリが多数生息している。

## 歴史

### 発見
マルデン島が発見されたのは1825年7月30日のことで、ジョージ・バイロンによって発見された。このジョージ・バイロンは、有名な詩人のジョージ・ゴードン・バイロン（第6代バイロン男爵）のいとこで、ジョージ・ゴードンの後を継いで第7代バイロン男爵となった人物である。バイロンはイギリス海軍の軍人であり、当時はHMSブロンドの船長であった。HMSブロンドは、イギリスのロンドンで死去したハワイ王国の若き王カメハメハ2世とその王妃カママルの遺体をハワイ王国ホノルルに送り届けるという特別任務を遂行し、ロンドンへ戻る途上であった。マルデン島はHMSブロンドの航海長であったチャールズ・ロバート・マルデン大尉にちなんで名づけられた。マルデンは島を最初に視認し、短時間の上陸も行っている。またHMSブロンドには、博物学者のアンドリュー・ブロクサムと、王立園芸協会のために外遊していた植物学者のジェームス・マクレーが乗船しており、マルデン島の探索に参加してその際に得られた観察結果を記録している。ただし、マルデン島自体は1823年に捕鯨船ウィンスローの船長ウィリアム・クラークによって発見されていた可能性がある。

### 先史時代の遺跡
発見時、マルデン島は無人島であったが、何らかの神殿など一時は人間が居住していたと考えられる遺跡が発見された。この遺跡の由来は、しばしば推測で「難破した船の船員」、「海賊」、「南アメリカのインカ人」、「大昔の中国の航海者」など様々な存在によるものであると述べられる。1924年には、ホノルルのバーニス・P・ビショップ博物館から考古学者のケネス・エモリーを招いて調査が行われた。エモリーは、これらの遺跡は小規模なポリネシア人のグループによって築かれたと結論付けた。エモリーによれば、おそらく数世紀前に居住しており、数世代の人間が居住していたと推測された。
これらの石造りの遺跡は、主に島の北側と南側の海岸沿いの隆起部に所在している。合計で21箇所の遺跡が発見され、特に島の北西側に存在する3つの遺跡は他のものと比べて大規模なものであった。これらの遺跡には、マラエと呼ばれる祭祀用の壇、住宅跡、墓の跡が含まれる。トゥアモトゥ諸島に存在する石造りの遺跡と比較すると、約100人から200人程度の住人がいればこの規模の建築を行うことが可能であると考えられる。マルデン島の神殿（マラエ）と同じタイプのものは、オーストラル諸島の1島であるライヴァヴァエ島でも発見されている。これらの先住民は複数の井戸を使用していたと考えられ、枯れ果てたり塩水が湧き出るようになってしまった井戸の跡が後の開拓者によって発見されている。

### 捕鯨とグアノ採掘
19世紀前半は中部太平洋におけるアメリカ合衆国の捕鯨が全盛期であり、この捕鯨従事者達がマルデン島を訪れることがしばしばあった。
1918年、アメリカ合衆国のスクーナー・アニー・ラーセンがマルデン島に立ち寄っている。アニー・ラーセンはHindu–German Conspiracyによって悪名高い。
1856年に成立したアメリカ合衆国のグアノ島法に基づき、アメリカ合衆国のグアノ採掘業者が利権を主張した。このグアノ島法は、他国政府によって領有されていないあらゆる島、岩、珊瑚礁に堆積するグアノを米国市民が発見し平和的に占領したときはいつでも、アメリカ合衆国大統領の裁量で領有したと判断して差し支えないといったものであった。しかしながら、アメリカ合衆国の業者がグアノ採掘を始める前に、マルデン島はイギリス政府から許可を受けたオーストラリアの採掘業者によって占拠されていた。この採掘業者とその後継業者は、1860年代から1927年までマルデン島でグアノの採掘を行った。
グアノ採掘期にマルデン島を訪れたベアトリス・グリムショーは、「不毛と言うほかないちっぽけな島」と酷評しており、「...日陰、涼しさ、清々しい果物、愉快な光景や音、ここにはその様なものは全く存在しない。この島で生活する人々が見るのは、どうにかして耐え忍ばねばならない流刑地の光景である。」とも述べている。また彼女は、マルデン島には「大きな木製の桟橋を正面に備えた入植地がある。背の低い、灰色がかった緑の草に覆われた平原のうら寂しさは、ささやかな黄色い花を咲かせた灌木が点在することで和らげられている」と述べている。淡水が無く、淡水の井戸の採掘もできなかったマルデン島において移住者たちの水は、大規模な蒸留施設によって賄われていた。
一方で、5人ないしは6人のヨーロッパ人のマルデン島の監督者は、「砂浜の上のブリキ屋根の小さな平屋建ての家」を与えられたが、一方でニウエやアイツタキ島から来た労働者たちは、「大きい納屋のような小屋」に居住していた。グリムショーは、この建物について「広く、がらんとした、日陰の多い建物で、取り付けられた広い棚に敷物と枕を敷いて眠る」と述べている。労働者たちの食事は、「米、ビスケット、サツマイモ、缶詰の牛肉と紅茶、それと病気になった者には僅かばかりのココナッツ」から構成されていた。また白人の監督者の食事は、「様々な種類の缶詰、パン、米、鳥肉、豚肉、羊肉と羊乳」から構成されていた。その一方で、野菜を採ることは困難であった。
契約によってマルデン島に来た労働者達は、1年間の契約で1週間当たり10シリングの給与に加えて部屋と食事が与えられ、契約が終了した際には出身の島へ送還されることになっていた。監督者たちの給与は、「かなり高額である」と述べられていた。仕事は、朝5時から夕方5時まで行われ、1時間と45分の食事休憩の時間が間に含まれていた。
このグアノ採掘者達によって、マルデン島には大きな帆を付けた車両を用いて移動する軌道が設置された。労働者たちは、空の車両を押して荷役作業場から採掘場所まで押し上げた。そして一日の最後に帆を張り、マルデン島でよく吹く南東方向の風にのってグアノを積み込んだ車両を移動させ、グアノを運び出した。その間、車両が一度や二度の脱線事故を起こすのが常だったが、この仕組みは十分に有用なものだった。また、この軌道では手押し車も同様に用いられていた。この軌道は、1924年にいたるまで使用されており、今日においてもその路盤は残っている。
マルデン島におけるグアノ採掘は、1920年代前半を通して継続されていたが、1930年代初頭までにマルデン島から人の営みはすべて潰えた。そして、1956年にいたるまで、誰一人としてマルデン島を利用する者はいなかった。

### イギリスによる水爆実験
1956年、イギリス政府は、マルデン島をイギリス初の水爆実験場として選んだ。またこの実験の基地としては、キリスィマスィ島が選ばれている。当時イギリスの役人は、マルデン島は実験の「標的場所」とはされていないと主張していた。それにも関わらず、水爆の爆発地点はマルデン島の南に設定。
1957年、日本は核実験中止を要請したが、イギリスに拒否され同年中に3発の水素爆弾が沖合で高高度かつ近距離で起爆された（グラップル作戦）。また、1956年から1957年にかけて工兵隊によって、マルデン島に仮設滑走路が建設された。この滑走路は、1979年7月まで使用可能なように維持されていた。この滑走路は島の北西の端に東西方向に建設された。その跡は現在でも残っており、航空写真でもその跡を見ることが出来る。

### 現在のマルデン島
マルデン島は、1972年にイギリス領ギルバートおよびエリス諸島に組み込まれ、1979年からはキリバス共和国の一部となっている。アメリカ合衆国政府は、19世紀のグアノ島法を根拠に、アメリカ合衆国による領有の主張をイギリス政府に続けていた。この領有の主張は、1979年にキリバス共和国が独立を果たすまで続けられた。1979年9月20日、アメリカ合衆国とキリバス共和国の代表者が、キリバス共和国の首都・タラワで会談を行い、友好条約（タラワ条約）を結んだ。この条約の中で、アメリカ合衆国はマルデン島を含むライン諸島とフェニックス諸島の島、計14島のキリバスによる領有を認めた。この条約は、1983年9月23日に発効している。
キリバスにおけるマルデン島の主な価値として、島の周囲200海里 (230 mi; 370 km)に設定される排他的経済水域が挙げられる。特に豊富なマグロ漁場が存在する。マルデン島自体には石膏が広く分布しているものの、予見できる限りの市場状況からは、主に輸送費の問題で経済的価値がないと見られている。1990年代中ごろから数年の間、エコツアーによる観光客の来島によっていくらかの税収が発生している。このツアーはSociety Expeditionsによって企画・運営されていたWorld Discovererというエコツアーで、年に1、2回程マルデン島に来島していた。

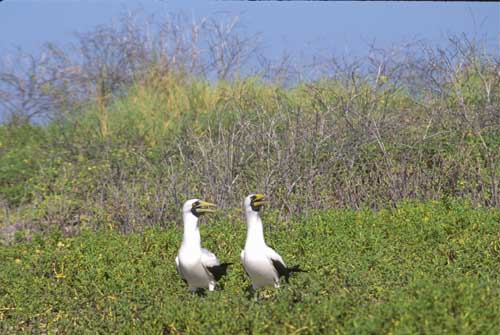
マルデン島で撮影されたアオツラカツオドリのつがい

マルデン島は自然保護区かつ閉鎖区域として保護されており、英領時代の1975年5月29日、1975年野生生物保護条例 (1975 Wildlife Conservation Ordinance)によってマルデン島自然保護区(英語: Malden Island Wildlife Sanctuary)に公式指定された。この自然保護区指定の主な目的は、海鳥の大規模な繁殖羽数を保護するためのものであった。この自然保護区は、キリスィマスィ島に本省を置くライン及びフェニックス諸島開発省 (the Ministry of Line and Phoenix Islands Development)の一部門、野生生物保護ユニット (Wildlife Conservation Unit)によって運営されている。しかしながらマルデン島にスタッフは居住しておらず、海外から訪れる個人クルーズ旅行者や漁師はキリスィマスィから監視されていない。1977年にはおそらく来島者が原因で火災が発生し、海鳥の繁殖を脅かした。火災は現在でも脅威として残っており、特に旱魃の期間中には重大な脅威となっている。

## ギャラリー

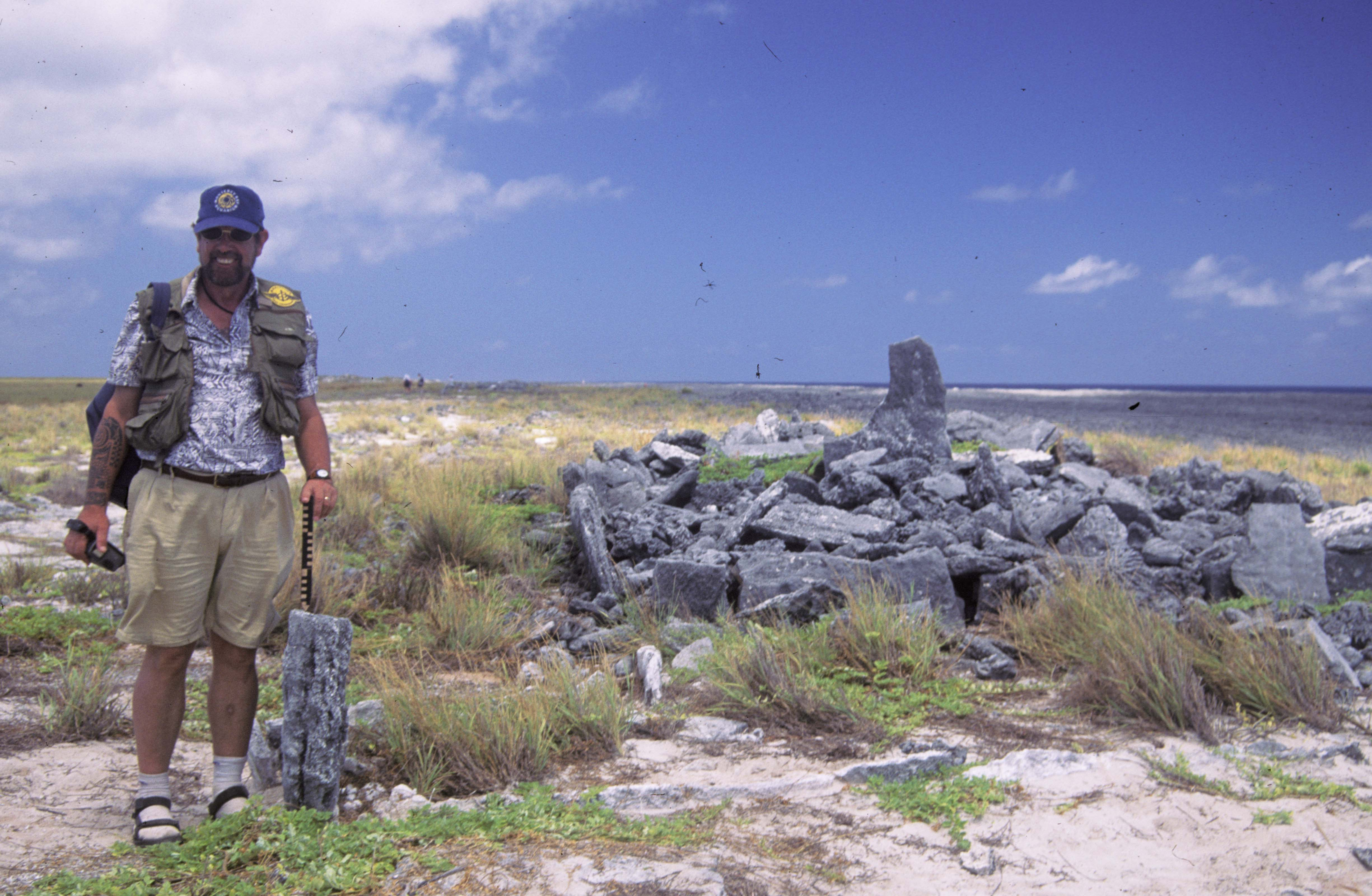
マルデン島のポリネシア人の遺跡
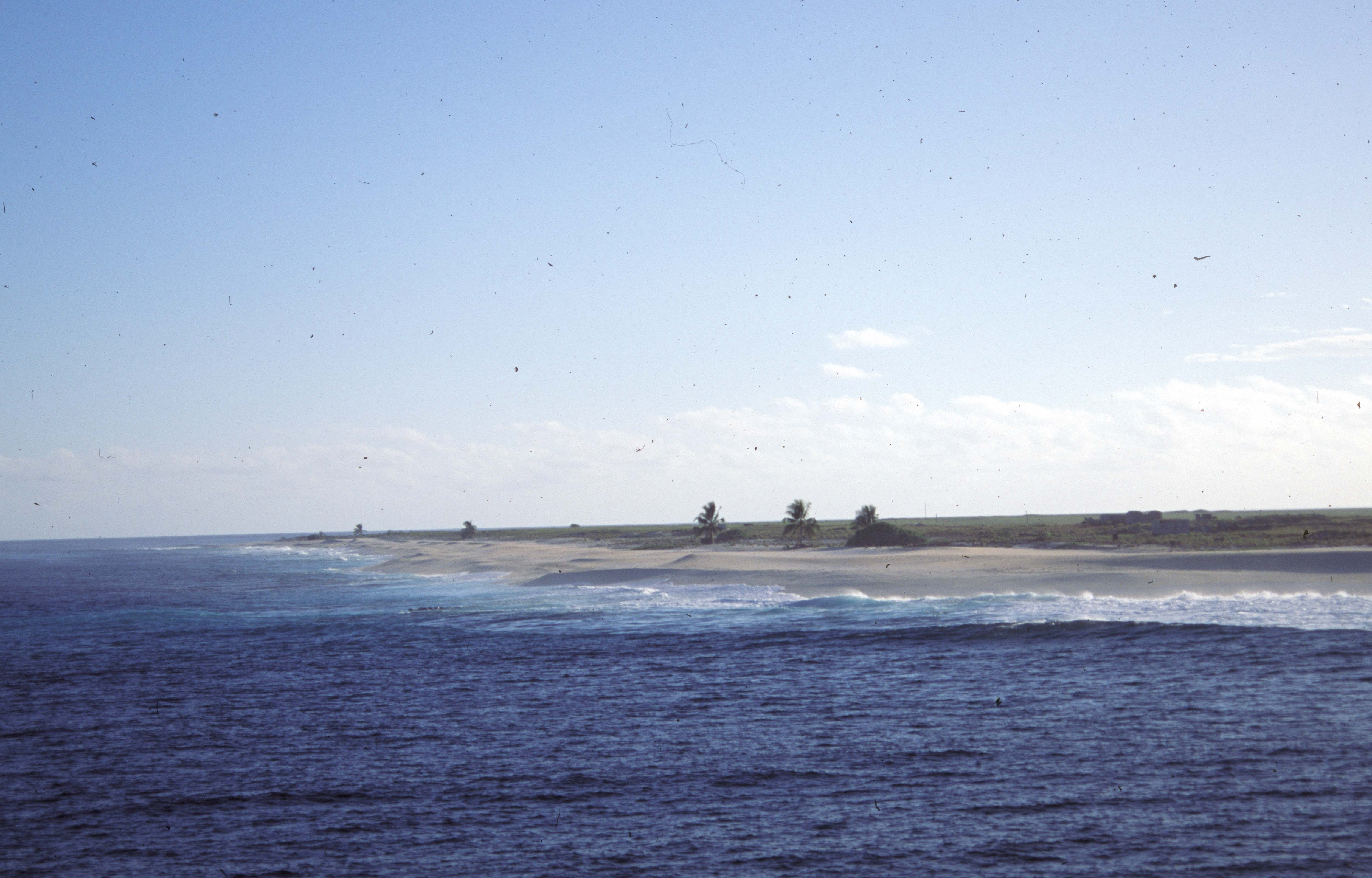
海から臨むマルデン島とポリネシア人の遺跡
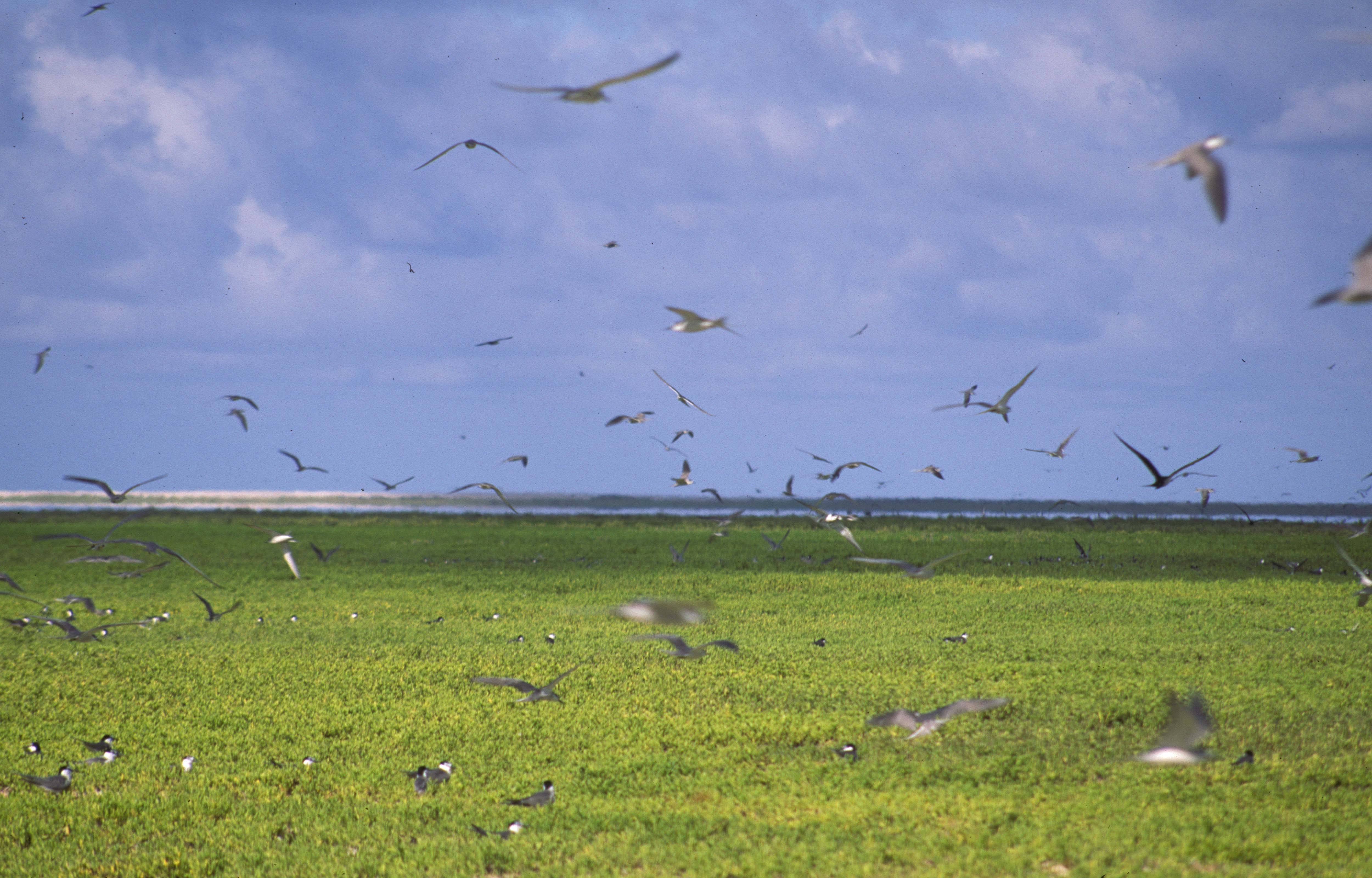
マルデン島と礁湖を背景に飛翔するセグロアジサシの群れ